# Laephotis angolensis
Laephotis angolensis es una especie de murciélago de la familia Vespertilionidae.

## Distribución geográfica
Se encuentra en Angola y República Democrática del Congo.